# Велика Кам'янка (село)
Вели́ка Ка́м'янка — село в Україні, у П'ядицькій сільській громаді Коломийського району Івано-Франківської області.

## Герб
У лазуровому щиті з срібною увігнутою главою тонка срібна вищерблена зверху і хмароподібна знизу балка, просічена чорним, що супроводжується зверху срібною будівлею, перед якою срібний частокіл, з такою ж надбрамною баштою і двома срібними вежами по краям, на правій - срібний бунчук, знизу - половина срібного зубчастого колеса, що супроводжується знизу такими ж літерами "1416", поверх колеса - золотий колос.

## Історія
На полях Великої Кам'янки виявлено кургани доби ранньої бронзи, скарб бронзових виробів епохи пізньої бронзи, поховання перших століть нашої ери. Розкопано також 3 поховання культури карпатських курганів.
Село засноване у часи Речі Посполитої. У XIX столітті мало статус містечка Коломийського повіту Королівства Галичини і Володимирії.
Під час національно-визвольної війни українського народу 1648–1657 pp. мешканці села, приєднавшись до козаків, розгромили маєтки місцевих шляхтичів.
Після кривавого захоплення Галичини в 1919 році польська адміністрація почала заселення мазурами — на 23.10.1921 було розселено 96 родин (435 осіб), яким надано 964,5 моргів поля і 268,5 моргів лісу.
З 1930-х років у селі існувала сітка Організації українських націоналістів (ОУН). На заклик комуністів у 1936 році селяни збирали кошти у фонд допомоги республіканській Іспанії.
Після радянської окупації західних районів України 1944 року, село відносилося до Коршівського району Станіславівської області, який пізніше був скасований, а село увійшло до складу Коломийського району Івано-Франківської області.
У Великій Кам'янці була розміщена центральна садиба колгоспу «Пам'ять Леніна». Господарство мало 2134 га земельних угідь, у тому числі 1860 га орної землі. Виробничий напрям його зерно-тваринницький.

## Сучасне життя
У селі 11 підприємств сільськогосподарського виробництва, загальноосвітня школа І-ІІІ ступенів (високий рівень викладання української мови), амбулаторія, ФАП, аптека, клуб, дві бібліотеки (якість роботи відзначено 2010 колегією відділу культури і туризму Коломийської РДА), дитячий садок «Берізка».
Церква Архангела Михаїла 1794 р., належить до Коломийського благочиння Івано-Франківської єпархії ПЦУ.  Настоятель прот. Роман Кузьмин.
Греко-католицька церква.
Адвентисти сьомого дня.
Історія церкви, бере свій початок з 30-тих рр. XX ст., в той час людям нелегко жилося, недостача хліба, одягу, коштів змушувало людей залишати свої домівки та виїжджати за межі рідного краю для того щоб прогудувати свої сім’ї. І так вирішив поступити Драгомирецький Антон, залишивши вдома дружину та дітей, поїхав на заробітки до Америки. Важко приходилось бути на чужині, тому відраду та потіху він знаходив відвідуючи богослужіння однієї з протистантських церков, в якій він придбав книгу, книгу, яка згодом змінить життя багатьох людей, Біблію. Минав час і невдовзі Антон з великою радістю повернувся до дому.  На зароблені кошти він вирішив купити поле у Великій Кам’янці, і разом з сім’єю переїхав на постійне місце проживання з Гуцулівки до Кам’янки. Тут він побудував два будинки, для себе та своїх дітей, які вже підростали та планували влаштувати і своє особисте життя. Зокрема, син Іван познайомився з дівчиною Анною Негрич, з якою у нього зав’язалась дружба. Хлопець почав приходити в гості до Анни, в якої були ще три брати: Василь, Михайло та Григорій. Іван розказував їм, що його батько привіз із Америки Святе Письмо. Хлопці зацікавились і просили щоб він приніс їм цю книгу, і коли Біблія появилась у їхньому домі вони із-захопленням почали її читати. Згодом Іван одружився з Анною, і між їхніми родинами зав’язались дружні стосунки, а найбільше вони об’єднались в дослідженні Святого Письма. З перших сторінок Біблії вони дізнались що Бог повелів святкувати суботу, тому вони ходили до священника і питали чому всі святкують неділю, а не суботу, але конкретної відповіді вони так і не почули.
Коло читачів та слухачів Біблії поступово збільшувалось, і одним із таких був Дячук Дмитро, який одного весняного дня поїхав в млин в село Корнич, і за проведінням Божим познайомився з місцевим жителем, Павлюком Онуфрієм, який як виявилось, дотримується заповіді про суботній день. Приїхавши у Кам’янку, Дмитро розповів всім присутнім на читаннях що знайшов одновірців, і  це ще в більшій мірі підкріпило їхню віру в те, що вони на правильному шляху в дослідженні Біблії. Першим, хто почав святкувати суботу із цієї групи був Негрич Григорій, який переодягався в святковий одяг і нічого не робив в суботній день.
В той же час, вище згаданий Павлюк Онуфрій розповів пастору  Андрію Мащаку що у Великій Кам'янці є група людей які досліджуюють Біблію. І невдовзі  брат Павлюк та Мащак приїхали у Кам’янку щоб ближче познайомитись з братами та сестрами. Під час розмови Андрій Мащак отримав  багато запитань відносно Біблії, а особливо по книзі Об'явлення, і його дуже здивувало  те що досліджувачі вже мають таке глибоке розуміння істин, і він сказав їм таку фразу: « Я думав що вас потрібно молоком годувати, а вам вже можна і тверду їжу подавати». Наступну суботу він знову приїхав на служіння,  говорив про важливість заповіту з Богом, та зробив заклик до хрещення. Бажаючих виявилось семеро людей: Негрич Григорій, Негрич Михайло, Негрич Анастасія, Дячук Дмитро, Ліщинський Петро, Негрич Григорій Дмитрович та Негрич Анна. І вже через тиждень, в суботу проводилось хрещення у Воскресінцях, де збиралась група віруючих. Ця подія відбулась влітку 1931 р. на початку жнив. А через два тижня, в суботу знову проходило хрещення ще сімох людей. З цього моменту і вважається заснування громади Церкви Адвентистів Сьомого Дня у Великій Кам’янці.
Громада почала свою діяльність, пресвітером був обраний Негрич Григорій Дмитрович, а біблійним працівником призначили Струського. Щосуботи почали відбуватись богослужіння по домах членів церкви, де вони укріплялись в Слові та вірі. Невдовзі прийшли і перші випробування віри, адже тогочасна атеїстична машина зробила свою пропагандистську роботу, і на жаль, декілька членів відійшли від церкви. Але вірний остаток залишився і в громаду дали нового служителя, пастора Крука, який став підтримкою для них, – це відбулося осінню 1934 р., в той час в громаду були завезені пісенники, в яких було близько100 пісень для прославлення Господа.
Згодом своє служіння тут розпочав Смик Степан, який невтомно трудився в нашій місцевості.
Наступили 40-ві роки складні та лихолітні в історії, адже з початком війни церква залишилась на одинці, без керівника, не розуміючи куди та з ким рухатись вперед. Тому власними силами, на чолі з місцевим пресвітером Негричем Михайлом церква встояла в ті буремні часи, коли атеїзм був головною рушійною силою радянської влади, а релігія вважалась опіумом для народу. В той же час служителі з Чернівців, зокрема брат Вовк М. та Белінський часто відвідували кам'янецьку громаду, духовно підкріпляючи та даючи поради відносно діяльності. Також місцеві члени церкви, в свою чергу, відвідували громади Чернівецької, Івано-Франківської , Львівської областей та  захоплювались натхненними богослужіннями, а особливо співом хору. Тому вони загорілись ідеєю створити хор і у власній громаді, але поставало питання: де взяти диригента щоб всім керував? І Святий Дух побудив Негрича Василя вивчити музичну грамоту, самотужки, придбавши самовчитель та акордеон. Крок за кроком, навчання дало свій результат, і в 60-ті роки вже утворився хор,   який славив Бога на суботніх богослужіннях.
Церква збільшувалась чисельно новими братами та сестрами, зокрема із  сусіднього села Жукотин приєднувались нові члени. Згодом в 70 -тих рр. за сприянням Шевчука Авдія утворився і духовий оркестр, який ніс своє служіння по всій Івано-Франківській області чи то на весіллях чи похоронах. Не одну ніч брат Шевчук провів з музикантами, навчаючи їх гри на інструментах.
У 1962 р. Пресвітером громади був обраний Дячук Василь Дмитрович, який зробив вагомий внесок в розвиток церкви, і словом і ділом. Невдовзі в 1965 р. обласним проповідноком Івано-Франківської області був призначений Жукалюк Микола Арсентійович, який часто приїжджав у Велику Кам'янку, підкріплював духовно братів та сестер, привозив нову літературу.
Громада все ще проводила свої суботні богослужіння по домах членів церкви, влада відмовлялась надавати реєстрацію, і навпаки накладала штрафи, за одне проведене служіння — 50 рублів. Брати та сестри молились за цю справу, одного разу Дячуку Василю та Янчук Анастасії доводилось відстоювати права церкви в органах суду. Але з Божої волі державна реєстрація була отримана весною 1975 р.
Оскільки громада ще не мала постійного місця проведення богослужінь,  сестра Гуменюк Василина, вирішила пожертвувати частину свого дому для постійних зібрань, відбулось посвячення і вже свій 50-річний ювілей від заснування громади церква відзначала в своєму невеличкому, але затишному Домі молитви, в якому брати та сестри збирались близько 20 років. За цей час служіння здійснювали: пресвітер Негрич Григорій ( який по-особливому любив місійну роботу та дослідження Біблії ), служитель Косован Іван (спів якого торкався сердець кожного ) також служителі Ношин Іван, Сапович Михайло та Сапович Богдан.
Хоча радянська влада все ще здійснювала контроль над церквою, громада залишалась непохитною у вірі, панувала братня любов, з великим бажанням брати та сестри підтримували служіння, збирались на репетиції хору щонеділі, середи та п'ятниці, залишаючи всі свої справи, ряди церкви поповнювались новими членами.
Початок 90-тих, мабуть, залишиться в пам'яті багатьох вірян, адже з розпадом Радянського Союзу та проголошенням незалежності України настала довгоочікувана релігійна свобода, з'явилась можливість відвідувати братів та сестер за кордоном, в Європі, та споглядати архітектурні споруди церков, в яких проходять богослужіння. Так і зародилась ідея побудувати нову, велику, простору церкву. Тому Макарчук Василь, разом із сім'єю Івана Брущука та Бетчерів надали стартову фінансову підтримку великокам'янецькій громаді у будівництві нової церкви.
І вже наприкінці грудня 1992 р. був закладений фундамент нової споруди. З великим завзяттям брати та сестри під керівництвом Дячука Василя, брали участь у будівництві храму, жертвуючи своїм часом, працею, здоров'ям, коштами, хто чим міг, тим допомагав. Якою ж була радість, коли будівництво завершилось, і 19 вересня 1997 р. двері Дому Божого відкрились для всіх охочих взяти участь у посвяченні церкви. З того часу пасторське служіння здійснювали: Дячук Василь, Макарчук Тарас, Гриневич Володимир, Жолобчук Василь, Кузьмич Олександр, Семенчук Василь та Будівський Іван, Сип'юк Богдан, Каратіцький Михайло, Ватаман Юрій, Куриляк Тарас, Шевчук Роман, Смерека Андрій.
Окрім суботніх та святкових служінь протягом всіх цих років церква здійснює різноманітні благодійні та соціальні проекти, бере участь в житті рідного села та благоустрою Дому Божого.
Народний аматорський танцювальний колектив «Прикарпаття» створений 1980. Керівник — Ганна Огородничук. Багато гастролює, має високий фаховий рівень. Київська ОДА подарувала танцювальному ансамблю Великої Кам'янки 24 сценічних костюми — як допомогу після повені.

## Відомі мешканці
Із січня 1946 до листопада 1947 у селі працював директором середньої школи Андрій Ющенко — батько Президента України Віктора Ющенка. За даними архіву СБУ, «директор НСШ Велика Кам'янка Ющенко А. А. також надавав підпіллю ОУН матеріальну допомогу грошима і був симпатиком підпілля ОУН. Він добре знайомий з програмою ОУН і з колишніми націоналістичними організаціями: СВУ, БУТ, УВО.»
Мешканець Великої Кам'янки, Ткачук Ігор Михайлович, що народився в м. Знам'янськ, Калінінградська область, Росія, учасник Євромайдану, загинув під час протистояння в Києві 18 лютого 2014. Інший житель села Калиняк Богдан Михайлович помер унаслідок захворювання, отриманого на Майдані. Селяни вшанували пам'ять земляків.
Уродженець Великої Кам'янки Василь Дзяма, майор Збройних сил України, десантник, заступник командира батальйону 80-ї ОАеМБр, учасник звільнення Слов'янська та оборони Луганського аеропорту, викладач Національної академії сухопутних військ ім. Сагайдачного, кавалер ордену «За мужність» ІІІ ст.
Уродженець Великої Кам’янки, Михайло Попелюк - Заслужений артист України. Викладач Прикарпатського національного університету імені Василя Стефаника.

## Світлини

Пам'ятник загиблим у Другій світовій війні.
Хрест на місці загибелі трьох повстанців на околиці села.
Брошньовський "Нечай" Тимко Васильович (1924 р.н., с. Жукотин - † 1946 р.), Мотлюк "Олень" Михайло Дмитрович (1928 р.н., с. В. Кам'янка - † 1946 р.), Козак "Вихор" Іван Миколайович (1919 р.н., с. Жукотин - † 1946 р.)
Пам'ятний знак
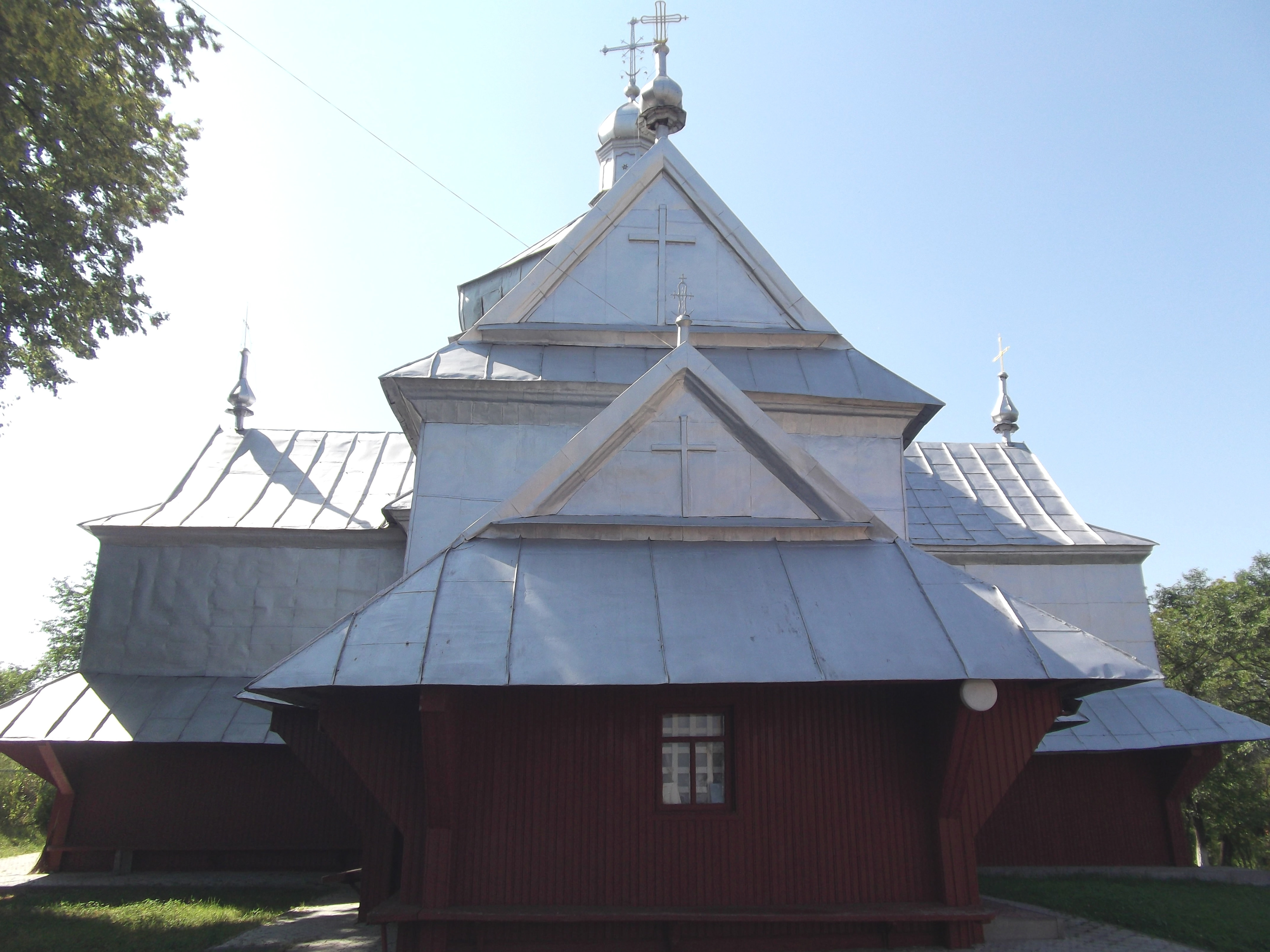
Церква Св. Архистратига Михаїла
Великокам'янська ЗОШ
Клуб
Вказівник на стадіон
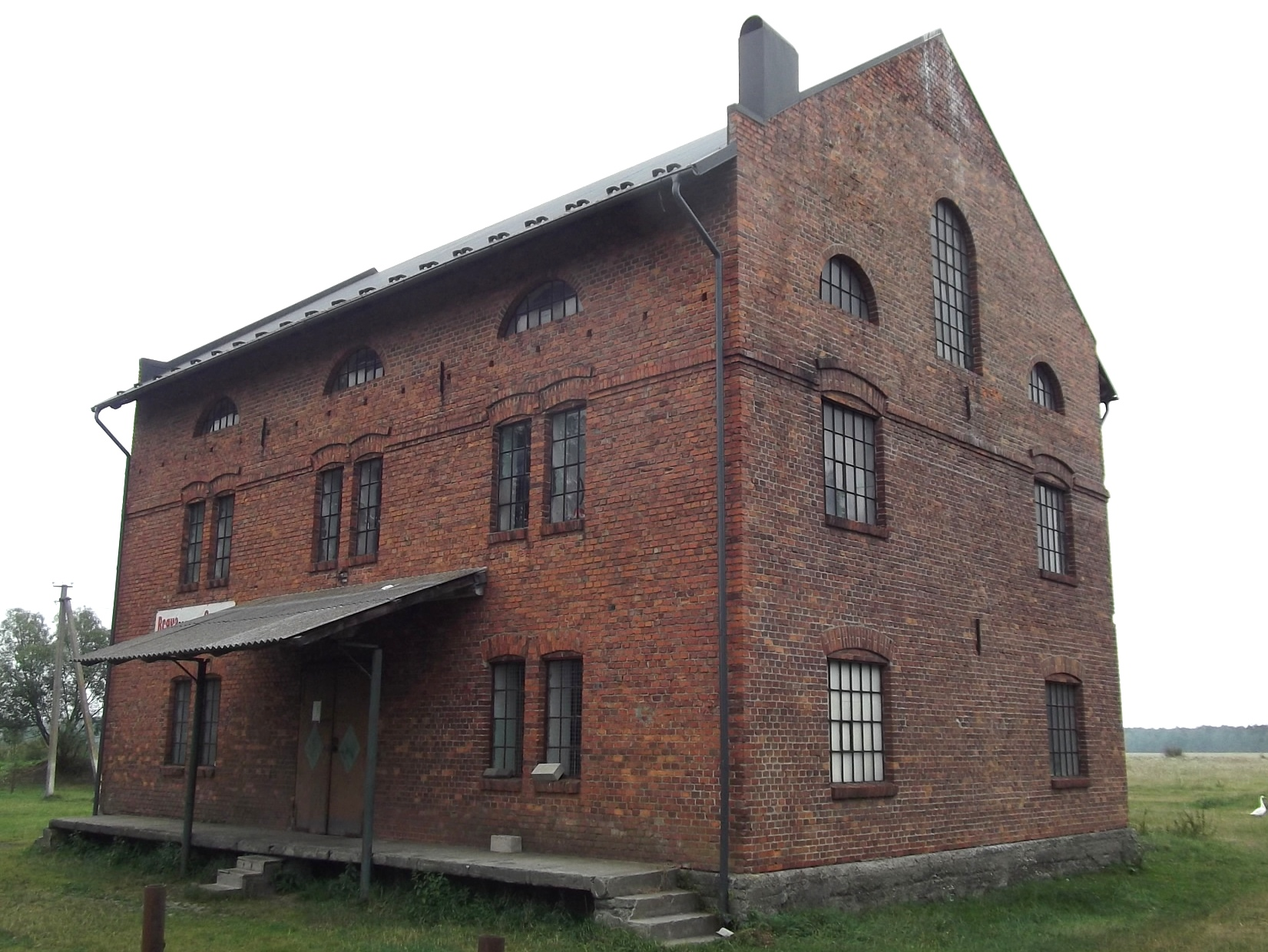
Старий млин (1928 р.)